# 發瘋泰迪
發瘋泰迪 英語： 字面上是心理泰迪。創作者自稱DJ Teddy Z。發瘋泰迪是個虛構人物，也是他發表的第一首鐵克諾音樂洗腦單曲。在澳洲歌曲排行榜上，僅用不到半個月時間即衝上第五名。之後被比吉斯樂團改編為You Should Be Dancing。在網路上的psycho teddy MV則分別有可愛和發瘋版本。